# سامسون خاچاتریان
سامسون خاچاتریان (ارمنی: Սամսոն Խաչատրյան؛ زادهٔ ۱۵ فوریهٔ ۱۹۶۰) بوکسور اهل ارمنستان است که در سال ۱۹۸۵ در مسابقات قهرمانی بوکس آماتوری اروپا در سبک‌وزن در دیدار نهایی با برتری ۵–۰ برابر دراگان کونوبالوف از یوگسلاوی به مقام قهرمانی رسید. وی همچنین در کاراوان ورزشی اتحاد شوروی در رشته بوکس در بازی‌های المپیک تابستانی ۱۹۸۰ به رقابت پرداخت.